# Eerste Divisie
La Eerste Divisie (olandese per Prima Divisione), denominata ufficialmente Keuken Kampioen Divisie per ragioni di sponsorizzazione, è il secondo livello del campionato olandese di calcio. È collegato alla massima serie tramite un sistema di promozioni, mentre le retrocessioni sono state ufficialmente bloccate. In precedenza era conosciuta come Jupiler League sempre per ragioni di sponsorizzazione.
La Eerste Divisie è composta da 20 club che si affrontano ciascuno due volte a stagione, una volta in casa ed una in trasferta.

## Partecipazioni per squadra
Sono 82 le squadre che hanno preso parte ai 69 campionati di Eerste Divisie che sono stati disputati a partire dal 1956-57 fino alla stagione 2024-25. In grassetto le squadre partecipanti alla stagione 2024-2025.
- 64 volte:  Eindhoven
- 56 volte:  Helmond Sport
- 51 volte:  Cambuur
- 49 volte:  Veendam
- 48 volte:  Telstar
- 47 volte:  Dordrecht
- 46 volte:  Den Bosch
- 43 volte:  Heracles Almelo
- 42 volte:  Volendam
- 41 volte:  Excelsior,  VVV-Venlo
- 40 volte:  De Graafschap
- 36 volte:  Emmen
- 35 volte:  RBC Roosendaal
- 33 volte:  MVV,  TOP Oss
- 31 volte:  Go Ahead Eagles,  Fortuna Sittard
- 30 volte:  PEC Zwolle
- 29 volte:  Haarlem,  SVV
- 27 volte:  Wageningen
- 26 volte:  Vitesse
- 24 volte:  Heerenveen
- 22 volte:  Willem II,  ADO Den Haag
- 19 volte:  Fortuna Vlaardingen
- 18 volte:  Almere City,  NAC Breda
- 17 volte:  N.E.C.
- 16 volte:  AGOVV
- 15 volte:  De Volewijckers
- 12 volte:  DFC,  Groningen,  HVC,  RKC Waalwijk,  Jong Ajax,  Jong PSV
- 11 volte:  AZ Alkmaar,  Holland Sport,  Roda JC
- 10 volte:  Amersfoort,  Blauw-Wit,  Sparta Rotterdam
- 9 volte:  RCH,  Jong Utrecht
- 8 volte:  Alkmaar '54,  DHC Delft,  Sittardia,  Jong AZ Alkmaar
- 7 volte:  Elinkwijk,  Limburgia
- 6 volte:  Hermes,  HVV Helmond,  KFC 1910,  Stormvogels,  Velox,  VSV
- 5 volte:  BVV,  Enschedese Boys,  Helmondia '55,  Leeuwarden
- 4 volte:  Achilles '29,  FC Amsterdam,  Rigtersbleek,  ZFC
- 3 volte:  DWS,  EBOH,  EDO,  Roda Sport,  SC 't Gooi,  Xerxes
- 2 volte:  Be Quick 1887,  Jong Twente,  NOAD,  Twente,  Vlissingen
- 1 volta:  DEM,  Dinamo Drenthe,  Emma,  FC Hilversum,  Zaanstreek

## Sistema di promozione e di retrocessione
Per definire le promozioni nella Eerste Divisie (oltre al club primo classificato nella classifica finale, promosso direttamente) viene adottato un sistema chiamato Nacompetitie. Il campionato viene suddiviso in 4 periodi, il primo e l'ultimo da 10 giornate, mentre i due periodi centrali da 9. Al Nacompetitie accedono le 8 migliori squadre dei 4 periodi, le 2 migliori classificate nella classifica finale fra le squadre che non sono risultate campioni di un periodo, la 16ª e la 17ª classificata dell'Eredivisie.
Se un club diventa per due volte il migliore di un periodo, oppure conquista la promozione diretta conquistando il primo posto nella classifica finale accede ai play-off la squadra che lo segue nella classifica.
Nella stagione 2009-2010, dopo 38 anni di blocco delle retrocessioni, le ultime due classificate retrocedono nella Topklasse, la nuova terza serie (prima semiprofessionistica) del calcio olandese, suddivisa in 2 gironi da 16 squadre ognuno, mentre non essendo state previste, promozioni in Eerste Divisie dall'Hoofdklasse, l'organico della Eerste Divisie viene ridotto a 18 squadre. A partire dalla stagione 2010-2011 l'ultima classificata della Eerste Divisie retrocede in Topklasse, e la vincitrice della finale fra le vincitrici dei due gironi di Topklasse (o, nel caso di rinuncia, la perdente) viene promossa in Eerste Divisie (anche se nella stagione 2011-2012 non ci furono promozioni e retrocessioni in quanto entrambe le finaliste rinunciarono a salire di categoria).
Nella stagione 2012-2013 a causa del fallimento dell'AGOVV Apeldoorn (a gennaio) e del Veendam (a marzo), il campionato si è concluso con sole 16 squadre e senza retrocessioni. Nella stagione successiva si è ritornati al format a 20 squadre con la promozione dell'Achilles '29 (finalista della Topklasse 2012-2013, a seguito della rinuncia dei vincitori del Katwijk) e l'ammissione delle seconde squadre di Ajax, PSV Eindhoven e Twente (le quali non possono essere promosse né partecipare ai play-off). Il blocco è stato poi ripristinato rendendo il sistema calcistico olandese professionistico limitato alle prime due categorie.

### ClassificataPeriodkampionen
- Vincitore primo periodo (1ª-9ª giornata)
- Vincitore secondo periodo (10ª-19ª giornata)
- Vincitore terzo periodo (20ª-28ª giornata)
- Vincitore quarto periodo (29ª-38ª giornata)

### Formato

#### Primo turno
- Partita A: Vincente 4° periodo - 3ª classificata
- Partita B: Vincente 3° periodo - 4ª classificata
- Partita C: Vincente 1° periodo - Vincente 2° periodo

#### Secondo turno
- Partita D: Vincente A - Vincente B
- Partita E: Vincente C - 17ª classificata Eredivisie

#### Terzo turno
- Partita F: Vincente D - Vincente E

La vincitrice della partita F accede all'Eredivisie, insieme alle prime due classificate.

## Squadre
Stagione 2023-2024.
- ADO Den Haag
- Cambuur
- De Graafschap
- Den Bosch
- Dordrecht
- Eindhoven
- Emmen
- Groningen
- Helmond Sport
- Jong Ajax
- Jong AZ Alkmaar
- Jong PSV
- Jong Utrecht
- MVV
- NAC Breda
- TOP Oss
- Roda JC
- Telstar
- VVV-Venlo
- Willem II

## Albo d'oro
| Stagione  | Campione                              | Secondo posto            | Capocannoniere                                              |
| --------- | ------------------------------------- | ------------------------ | ----------------------------------------------------------- |
| 1956–1957 | ADO Den Haag / Blauw-Wit              | AZ Alkmaar / Telstar     |                                                             |
| 1957–1958 | Willem II / S.H.S.                    | Dordrecht / Telstar      |                                                             |
| 1958–1959 | Volendam / Fortuna Sittard            | Cambuur / Telstar        |                                                             |
| 1959–1960 | GVAV / AZ Alkmaar                     | Vitesse / Dordrecht      |                                                             |
| 1960–1961 | Volendam / Blauw-Wit                  | De Volewijckers / Xerxes |                                                             |
| 1961–1962 | Heracles Almelo / Fortuna Vlaardingen | Excelsior / Xerxes       |                                                             |
| 1962–1963 | DWS                                   | Go Ahead Eagles          |                                                             |
| 1963–1964 | Fortuna Sittard                       | Telstar                  |                                                             |
| 1964–1965 | Willem II                             | Elinkwijk                |                                                             |
| 1965–1966 | Fortuna Sittard                       | Xerxes                   |                                                             |
| 1966–1967 | Volendam                              | N.E.C.                   |                                                             |
| 1967–1968 | Holland Sport                         | AZ Alkmaar               |                                                             |
| 1968–1969 | SVV                                   | Haarlem                  |                                                             |
| 1969–1970 | Volendam                              | Excelsior                |                                                             |
| 1970–1971 | Den Bosch                             | GVAV                     |                                                             |
| 1971–1972 | Haarlem                               | AZ Alkmaar               | Gerdo Hazelhekke (Wageningen, 24)                           |
| 1972–1973 | Roda JC                               | PEC Zwolle               | Herman Heskamp (PEC Zwolle, 24) Johan Zuidema (Cambuur, 24) |
| 1973–1974 | Excelsior                             | Vitesse                  | Herman Veenendaal (Vitesse, 23)                             |
| 1974–1975 | N.E.C.                                | Groningen                | Herman Heskamp (PEC Zwolle, 22)                             |
| 1975–1976 | Haarlem                               | VVV-Venlo                | Piet van den Berg (Haarlem, 24)                             |
| 1976–1977 | Vitesse                               | PEC Zwolle               | Hans Engbersen (Fortuna Sittard, 22)                        |
| 1977–1978 | PEC Zwolle                            | MVV                      | Peter Houtman (Groningen, 24)                               |
| 1978–1979 | Excelsior                             | Groningen                |                                                             |
| 1979–1980 | Groningen                             | Volendam                 |                                                             |
| 1980–1981 | Haarlem                               | Heerenveen               |                                                             |
| 1981–1982 | Helmond Sport                         | Fortuna Sittard          |                                                             |
| 1982–1983 | Dordrecht                             | Volendam                 |                                                             |
| 1983–1984 | MVV                                   | Twente                   |                                                             |
| 1984–1985 | Heracles Almelo                       | VVV-Venlo                |                                                             |
| 1985–1986 | ADO Den Haag                          | PEC Zwolle               |                                                             |
| 1986–1987 | Volendam                              | Willem II                |                                                             |
| 1987–1988 | RKC Waalwijk                          | Veendam                  |                                                             |
| 1988–1989 | Vitesse                               | ADO Den Haag             |                                                             |
| 1989–1990 | SVV                                   | NAC Breda                |                                                             |
| 1990–1991 | De Graafschap                         | NAC Breda                |                                                             |
| 1991–1992 | Cambuur                               | BVV                      |                                                             |
| 1992–1993 | VVV-Venlo                             | Heerenveen               |                                                             |
| 1993–1994 | Dordrecht                             | N.E.C.                   |                                                             |
| 1994–1995 | Fortuna Sittard                       | De Graafschap            |                                                             |
| 1995–1996 | AZ Alkmaar                            | Emmen                    |                                                             |
| 1996–1997 | MVV                                   | Cambuur                  |                                                             |
| 1997–1998 | AZ Alkmaar                            | Cambuur                  |                                                             |
| 1998–1999 | Den Bosch                             | Groningen                | Harry van der Laan (Den Bosch, 30)                          |
| 1999–2000 | NAC Breda                             | Zwolle                   |                                                             |
| 2000–2001 | Den Bosch                             | Excelsior                |                                                             |
| 2001–2002 | Zwolle                                | Excelsior                |                                                             |
| 2002–2003 | ADO Den Haag                          | Emmen                    |                                                             |
| 2003–2004 | Den Bosch                             | Excelsior                | Klaas-Jan Huntelaar (AGOVV, 26)                             |
| 2004–2005 | Heracles Almelo                       | Sparta Rotterdam         | Danny Koevermans (Sparta Rotterdam, 24)                     |
| 2005–2006 | Excelsior                             | VVV-Venlo                | Berry Powel (Den Bosch, 19)                                 |
| 2006–2007 | De Graafschap                         | VVV-Venlo                | Berry Powel (De Graafschap, 29)                             |
| 2007–2008 | Volendam                              | RKC Waalwijk             | Jack Tuyp (Volendam, 26)                                    |
| 2008–2009 | VVV-Venlo                             | RKC Waalwijk             | Sandro Calabro (VVV-Venlo, 25)                              |
| 2009–2010 | De Graafschap                         | Cambuur                  | Michael de Leeuw (Veendam, 25)                              |
| 2010–2011 | RKC Waalwijk                          | Zwolle                   | Johan Voskamp (Sparta Rotterdam/Helmond Sport, 29)          |
| 2011–2012 | Zwolle                                | Sparta Rotterdam         | Jack Tuyp (Volendam, 20)                                    |
| 2012–2013 | Cambuur                               | Volendam                 | Jack Tuyp (Volendam, 27)                                    |
| 2013–2014 | Willem II                             | Dordrecht                | Lars Veldwijk (Excelsior, 30)                               |
| 2014–2015 | N.E.C.                                | Eindhoven                | Sjoerd Ars (NEC, 28)                                        |
| 2015–2016 | Sparta Rotterdam                      | VVV-Venlo                | Ralf Seuntjens (VVV-Venlo, 28)                              |
| 2016–2017 | VVV-Venlo                             | Jong Ajax                | Tom Boere (Oss, 33)                                         |
| 2017–2018 | Jong Ajax                             | Fortuna Sittard          | Mart Lieder (FC Eindhoven, 30)                              |
| 2018-2019 | Twente                                | Sparta Rotterdam         | Ferdy Druijf (Jong AZ/N.E.C., 29)                           |
| 2019-2020 | Non assegnato                         | Non assegnato            | Robert Mühren (Cambuur, 26)                                 |
| 2020-2021 | Cambuur                               | Go Ahead Eagles          | Robert Mühren (Cambuur, 38)                                 |
| 2021-2022 | Emmen                                 | Volendam                 | Thijs Dallinga (Excelsior, 31)                              |
| 2022-2023 | Heracles Almelo                       | PEC Zwolle               | Lennart Thy (PEC Zwolle, 23)                                |
| 2023-2024 | Willem II                             | Groningen                | Henk Veerman (ADO Den Haag, 23)                             |
| 2024-2025 | Volendam                              | Excelsior                | Henk Veerman (Volendam, 26)                                 |

### Vittorie per squadra
| Squadra             | Vittorie | Stagione                                                                    |
| ------------------- | -------- | --------------------------------------------------------------------------- |
| Volendam            | 7        | 1958-1959, 1960-1961, 1966-1967, 1969-1970, 1986-1987, 2007-2008, 2024-2025 |
| Fortuna Sittard     | 4        | 1958-1959, 1963-1964, 1965-1966, 1994-1995                                  |
| Den Bosch           | 4        | 1970-1971, 1998-1999, 2000-2001, 2003-2004                                  |
| Heracles Almelo     | 4        | 1961-1962, 1984-1985, 2004-2005, 2022-2023                                  |
| Willem II           | 4        | 1957-1958, 1964-1965, 2013-2014, 2023-2024                                  |
| ADO Den Haag        | 3        | 1956-1957, 1985-1986, 2002-2003                                             |
| AZ Alkmaar          | 3        | 1959-1960, 1995-1996, 1997-1998                                             |
| Haarlem             | 3        | 1971-1972, 1975-1976, 1980-1981                                             |
| Excelsior           | 3        | 1973-1974, 1978-1979, 2005-2006                                             |
| De Graafschap       | 3        | 1990-1991, 2006-2007, 2009-2010                                             |
| Cambuur             | 3        | 1991-1992, 2012-2013, 2020-2021                                             |
| VVV-Venlo           | 3        | 1992-1993, 2008-2009, 2016-2017                                             |
| Blauw-Wit           | 2        | 1956-1957, 1960-1961                                                        |
| SVV                 | 2        | 1968-1969, 1989-1990                                                        |
| N.E.C.              | 2        | 1974-1975, 2014-2015                                                        |
| Vitesse             | 2        | 1976-1977, 1988-1989                                                        |
| Dordrecht           | 2        | 1982-1983, 1993-1994                                                        |
| MVV                 | 2        | 1983-1984, 1996-1997                                                        |
| RKC Waalwijk        | 2        | 1987-1988, 2010-2011                                                        |
| S.H.S.              | 1        | 1957-1958                                                                   |
| GVAV                | 1        | 1959-1960                                                                   |
| Fortuna Vlaardingen | 1        | 1961-1962                                                                   |
| DWS                 | 1        | 1962-1963                                                                   |
| Holland Sport       | 1        | 1967-1968                                                                   |
| Roda JC             | 1        | 1972-1973                                                                   |
| PEC Zwolle          | 1        | 1977-1978                                                                   |
| Groningen           | 1        | 1979-1980                                                                   |
| Helmond Sport       | 1        | 1981-1982                                                                   |
| NAC Breda           | 1        | 1999-2000                                                                   |
| Sparta Rotterdam    | 1        | 2015-2016                                                                   |
| Jong Ajax           | 1        | 2017-2018                                                                   |
| Twente              | 1        | 2018-2019                                                                   |
| Emmen               | 1        | 2021-2022                                                                   |